# Gouvernement du 7e Dáil
 (novembre 2020).
6e Dáil 8e Dáil
Le gouvernement du 7e Dáil ou du 6e Conseil exécutif (9 mars 1932 - 8 février 1933) est formé après les élections générales de 1932 tenues le 16 février. Il est dirigé par le leader du Fianna Fáil, Éamon de Valera, en tant que président du Conseil exécutif, prenant ses fonctions après dix ans de gouvernement dirigé par  William T. Cosgrave. De Valera était auparavant président du Dáil Éireann, ou président de la République, d'avril 1919 à janvier 1922 pendant la période révolutionnaire de la République irlandaise.
Le 6e Conseil exécutif a duré 336 jours.

## Nomination du président du Conseil exécutif
Les membres du 7e Dáil se réunissent pour la première fois le 9 mars 1932. Lors du débat sur la nomination du président du Conseil exécutif, le chef du Fianna Fáil, Éamon de Valera, est proposé et la motion est approuvée par 81 voix contre 68.  Le parti travailliste soutient la nomination de de Valera et la formation du conseil exécutif, mais ne fait pas partie du gouvernement. Il est ensuite nommé président par le gouverneur général James McNeill.
| 9 mars 1932 Nomination de Éamon de Valera (FF) comme Président du Conseil exécutif Motion proposée par Michael Kilroy et appuyée par Oscar Traynor Majorité absolue : 77/153 |                                                                 |          |
| Vote | Parties                                                         | Votes    |
| Oui | Fianna Fáil (71), Labour Party (7), Independents (3)            | 81 / 153 |
| Non | Cumann na nGaedheal (55), Farmers' Party (2), Independents (11) | 68 / 153 |
| Absent ou abstenu | Cumann na nGaedheal (1), Independent (1), Ceann Comhairle (1)   | 3 / 153  |
| Vacant | 1                                                               | 1 / 153  |

## Membres du Conseil exécutif

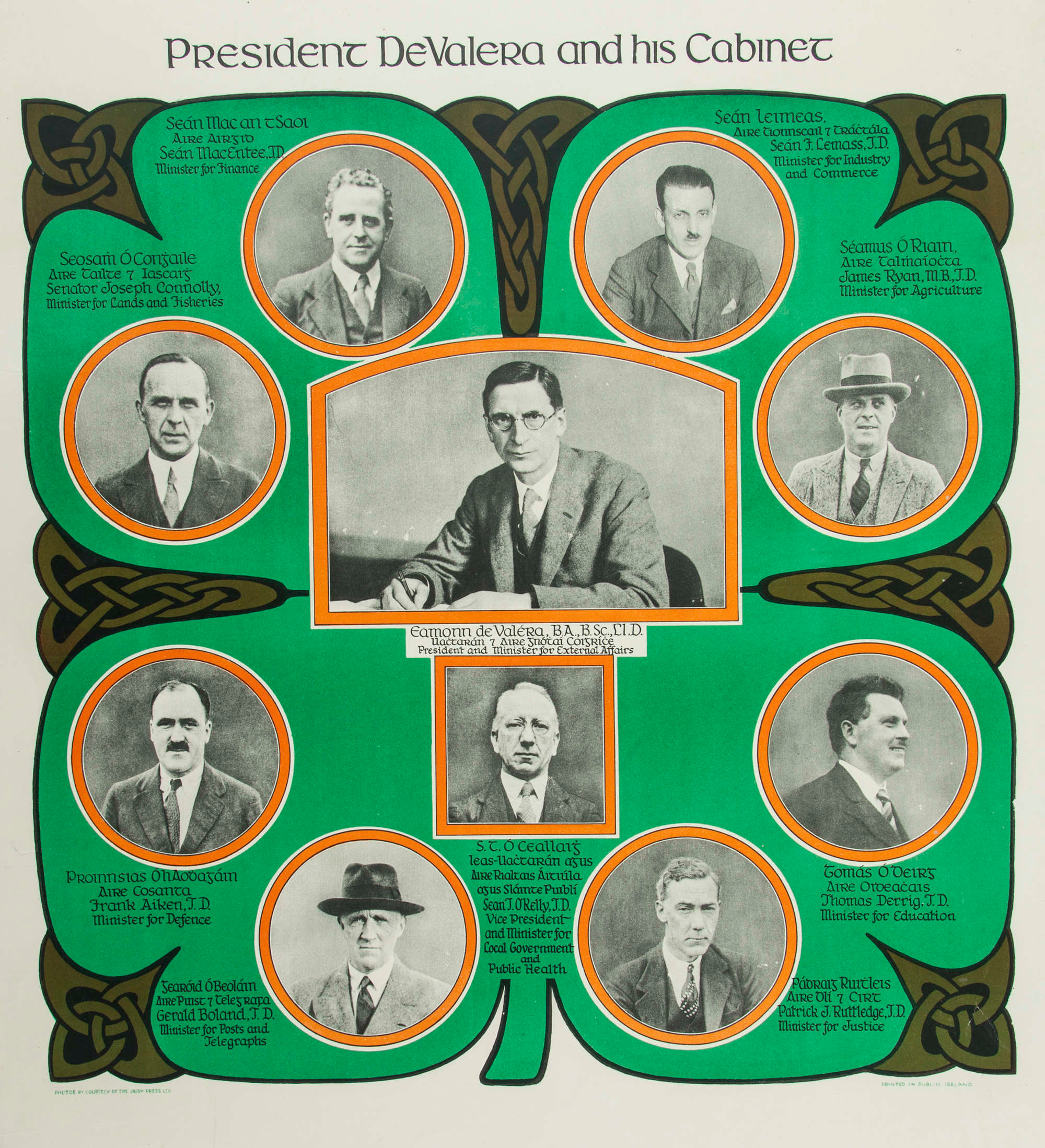
Gouvernement de De Valera en 1932.

Les membres du Conseil exécutif sont proposés par le président et approuvés par le Dáil. Ils sont ensuite validés par le gouverneur général.
| Poste                                                       | Nom | Nom             |
| ----------------------------------------------------------- | --- | --------------- |
| Président du Conseil exécutif                               |     | Éamon de Valera |
| Ministre des Affaires extérieures                           |     | Éamon de Valera |
| Vice-président du Conseil exécutif                          |     | Seán T. O'Kelly |
| Ministre de l'Administration locale et de la Santé publique |     | Seán T. O'Kelly |
| Ministre des Terres et des Pêches                           |     | P. J. Ruttledge |
| Ministre de l'Industrie et du Commerce                      |     | Seán Lemass     |
| Ministre des Finances                                       |     | Seán MacEntee   |
| Ministre de l'Agriculture                                   |     | James Ryan      |
| Ministre de la Défense                                      |     | Frank Aiken     |
| Ministre de l'Éducation                                     |     | Thomas Derrig   |
| Ministre de la Justice                                      |     | James Geoghegan |
| Ministre des Postes et Télégraphes                          |     | Joseph Connolly |